# Александър Грибоедов
Александър Сергеевич Грибоедов (на руски: Александр Сергеевич Грибоедов) е руски дворянин, дипломат, драматург и поет, композитор и пианист.
Грибоедов е известен като homo unius libri – автор (само) на една книга, римуваната пиеса „От ума си тегли“ („Горе от ума“), която е източник на много крилати фрази, играна е многократно по света и до днес често се играе в родината му. Тя представлява сатира на руското аристократично общество в началото на XIX век. Автор е и на стихотворения, очерци, епиграми и др.
Участва в Отечествената война от 1812 г. През януари 1826 г. е арестуван в Грозни по подозрения, че е декабрист. Докато е откарван в Петербург, негови приятели унищожават всички компрометиращи го документи. Срещу него никой не свидетелства и е освободен поради липса на доказателства.
След освобождаването му Грибоедов се връща към дипломатическата си кариера. Междувременно прекарва няколко месеца в Тифлис, където се жени за петнадесетгодишната грузинска княгиня Нино Чавчавадзе. Изпратен е да оглави руското посолство в Иран (където по онова време всички посолства са в Тебриз). Пристигайки в столицата Техеран, дипломатическата му мисия е нападната от религиозни фанатици, която въпреки отбраната е разгромена. Умира при защитата на мисията на 11 февруари 1829 г.

## Отличия
- Орден на Света Анна II степен с диамантени знаци (26 март 1828 г.)[1]
- Орден на Лъва и Слънцето I степен (Персия, 1829 г.)[2]
- Орден на Лъва и Слънцето II степен (Персия, 1819 г.)[3]